# Leiopsammodius balthasari
Leiopsammodius balthasari är en skalbaggsart som beskrevs av Rakovic 1995. Leiopsammodius balthasari ingår i släktet Leiopsammodius och familjen Aphodiidae. Inga underarter finns listade i Catalogue of Life.